# Hieracium euglaucum
Hieracium euglaucum es una especie de planta con flor del género Hieracium, de la familia Asteraceae, orden Asterales.

## Distribución
Hieracium euglaucum se distribuye por Islandia.

## Taxonomía
Fue descrita científicamente por Omang. Fue publicada en Skrift. Norske Vid.-Akad. Oslo, Mat.-Nat.